# Dead Shot - Vendetta disperata
Dead Shot - Vendetta disperata (Dead Shot) è un film del 2023 diretto da Tom e Charles Guard.

## Trama
Londra, anni '70. Tempest, un sergente britannico, durante una missione con l'obbiettivo di assassinare Michael, un ex paramilitare irlandese, uccide accidentalmente la moglie incinta. Creduto morto dopo l'imboscata, Michael giura vendetta e inizia a dare la caccia a Tempest. Mentre Tempest accetta una missione antiterroristica per redimersi, Michael esce allo scoperto per affrontarlo.

## Promozione
Il primo trailer è stato diffuso il 28 giugno 2023.

## Distribuzione

### Data di uscita
Il film è stato trasmesso in anteprima mondiale in Irlanda e Regno Unito direttamente in televisione il 12 maggio 2023.
Le date di uscita internazionali nel corso del 2023 sono state:
- 12 maggio in Irlanda e Regno Unito
- 24 giugno in Germania (Dead Shot - Einsame Rache)
- 18 agosto negli Stati Uniti d'America
- 6 settembre in Belgio
- 12 ottobre nei Paesi Bassi

Le date di uscita internazionali nel corso del 2024 sono state:
- 10 febbraio in Francia
- 30 maggio in Israele
- 14 giugno in Messico
- 18 luglio in Italia

### Edizione italiana
La direzione del doppiaggio è di Oreste Baldini e i dialoghi italiani sono curati da Fiamma Izzo per conto di Pumais Due che si è occupata anche della sonorizzazione.

## Accoglienza

### Critica
Sull'aggregatore di recensioni Rotten Tomatoes il film riceve l'80% delle recensioni professionali positive.